# Hazlet
Hazlet es un pueblo canadiense situado en la provincia de Saskatchewan.

## Superficie
Hazlet tiene una superficie de 0,55 km².

## Demografía
En 2021, tenía 90 habitantes, una densidad poblacional de 163,7 hab./km², y 61 viviendas.